# Jack Allan (cầu thủ bóng đá)
John Thomas Allan (16 Tháng 1 năm 1883 – không rõ) là một cầu thủ bóng đá người Anh. Ông thường thi đấu ở vị trí tiền đạo. Ông sinh ra ở South Shields, Tyne and Wear, từng thi đấu cho Bishop Auckland và Manchester United.